# Куресаре
Куресаре (ест. Kuressaare) град је у Естонији и најзападније градско насеље у земљи. Смештен је на јужној обали острва Сареме и главни је и највећи град естонског округа Сарема, те административно седиште истоимене градске општине. До 1917. град је био познат по немачком имену Аренсбург, док је у совјетском периоду (1952—1988) носио име Кингисеп (ест. Kingissepa).  
Према подацима са пописа становништва из 2011. у граду је живело 13.166 становника. 
Град има властиту луку и мањи аеродром.

## Историја
У писаним изворима град се први пут помиње 1154. године, мада археолошка истраживања упућују на постојање знатно старијег сталног насеља на том потручју. 
Витезови Ливонског братства мача који су освојили то подручје 1227. подигли су на том месту утврђење које се у летописима први пут помиње тек 1381. године. Године 1559. град је продат данском краљу који му је 4 године касније (званично 8. маја 1563) доделио званичан статус града (по угледу на Ригу). Потом 1645. прелази под управу Шведске под чијом влашћу је остао све до 1721. када улази у састав Руске Империје. Пре тога руска војска је у јеку Великог северног рата у августу 1710. упала у тадашње шведско утврђење и спалила град.
У границама Руске Империје град је остао све до 1917. године и у том периоду имао је статус елитног летовалишта за руску племићку класу. Током Првог светског рата, у октобру 1917. град је био окупиран од стране немачких трупа. По окончању рата град улази у састав независне Естоније и по први пут му је враћено званично естонско име Куресаре, а проглашен је и административним центром новоуспостављеног округа Сарема.  
Током Другог светског рата (од 22. септембра 1941. до 7. октобра 1944) град је био окупиран од стране трупа Вермахта, а након рата, баш као и цела Естонија, улази у састав Совјетског Савеза. У совјетском периоду Куресаре је 1950. проглашен рејонским центром Куресарског рејона, а од 1952. до 1988. носио је име Кингисеп које је добио у част естонског совјетског револуционара Виктора Кингисепа који је рођен на том подручју. 

## Географија
Град Куресаре налази се у јужном делу острва Сареме, на обали Ришког залива. Средишњи део града налази се на надморској висини од око 5 метара. 
Градска општина обухвата територију површине 14,95 км2 и са три стране је окружена територијом општине Лане-Саре.
| Клима Куресаре (1971–1999)      | Клима Куресаре (1971–1999) | Клима Куресаре (1971–1999) | Клима Куресаре (1971–1999) | Клима Куресаре (1971–1999) | Клима Куресаре (1971–1999) | Клима Куресаре (1971–1999) | Клима Куресаре (1971–1999) | Клима Куресаре (1971–1999) | Клима Куресаре (1971–1999) | Клима Куресаре (1971–1999) | Клима Куресаре (1971–1999) | Клима Куресаре (1971–1999) | Клима Куресаре (1971–1999) |
| Показатељ \ Месец               | .Јан.                      | .Феб.                      | .Мар.                      | .Апр.                      | .Мај.                      | .Јун.                      | .Јул.                      | .Авг.                      | .Сеп.                      | .Окт.                      | .Нов.                      | .Дец.                      | .Год.                      |
| ------------------------------- | -------------------------- | -------------------------- | -------------------------- | -------------------------- | -------------------------- | -------------------------- | -------------------------- | -------------------------- | -------------------------- | -------------------------- | -------------------------- | -------------------------- | -------------------------- |
| Апсолутни максимум, °C (°F)     | 8,3 (46,9)                 | 10,8 (51,4)                | 12,1 (53,8)                | 24,0 (75,2)                | 26,2 (79,2)                | 31,4 (88,5)                | 30,9 (87,6)                | 32,0 (89,6)                | 24,5 (76,1)                | 18,6 (65,5)                | 12,6 (54,7)                | 9,4 (48,9)                 | 32,0 (89,6)                |
| Максимум, °C (°F)               | −0,1 (31,8)                | −0,8 (30,6)                | 1,8 (35,2)                 | 7,5 (45,5)                 | 14,6 (58,3)                | 18,6 (65,5)                | 20,7 (69,3)                | 20,0 (68)                  | 15,1 (59,2)                | 9,9 (49,8)                 | 4,8 (40,6)                 | 1,6 (34,9)                 | 9,5 (49,1)                 |
| Просек, °C (°F)                 | −2,2 (28)                  | −3,3 (26,1)                | −0,9 (30,4)                | 3,6 (38,5)                 | 10,0 (50)                  | 14,5 (58,1)                | 16,9 (62,4)                | 16,4 (61,5)                | 11,9 (53,4)                | 7,4 (45,3)                 | 2,8 (37)                   | −0,4 (31,3)                | 6,4 (43,5)                 |
| Минимум, °C (°F)                | −4,9 (23,2)                | −6,2 (20,8)                | −3,8 (25,2)                | 0,4 (32,7)                 | 5,7 (42,3)                 | 10,4 (50,7)                | 13,1 (55,6)                | 12,7 (54,9)                | 8,8 (47,8)                 | 4,7 (40,5)                 | 0,6 (33,1)                 | −3,1 (26,4)                | 3,2 (37,8)                 |
| Апсолутни минимум, °C (°F)      | −31,6 (−24,9)              | −29,8 (−21,6)              | −20,9 (−5,6)               | −9,4 (15,1)                | −3,8 (25,2)                | 1,0 (33,8)                 | 6,4 (43,5)                 | 3,7 (38,7)                 | −3,1 (26,4)                | −9 (16)                    | −16,4 (2,5)                | −32,6 (−26,7)              | −32,6 (−26,7)              |
| Количина падавина, mm (in)      | 44 (1,73)                  | 31 (1,22)                  | 33 (1,3)                   | 35 (1,38)                  | 32 (1,26)                  | 49 (1,93)                  | 58 (2,28)                  | 63 (2,48)                  | 71 (2,8)                   | 72 (2,83)                  | 72 (2,83)                  | 59 (2,32)                  | 617 (24,29)                |
| Дани са падавинама (≥ 1.0 mm)   | 11                         | 8                          | 9                          | 8                          | 6                          | 7                          | 7                          | 10                         | 12                         | 12                         | 14                         | 14                         | 118                        |
| Релативна влажност, %           | 87                         | 86                         | 85                         | 79                         | 71                         | 75                         | 78                         | 80                         | 82                         | 84                         | 86                         | 87                         | 82                         |
| Извор: Estonian Weather Service |                            |                            |                            |                            |                            |                            |                            |                            |                            |                            |                            |                            |                            |

## Демографија
Према проценама Статистичког завода Естоније за 2016. град Куресаре је имао око 13.449 становника и био је највеће градско насеље на територији округа Сарема, док је према подацима са пописа становништва из 2011. у граду живело 13.166 становника.
| 1897  | 1939. | 1959. | 1970.  | 1979.  | 1989.  | 2000.  | 2011.  | 2016.  |
| ----- | ----- | ----- | ------ | ------ | ------ | ------ | ------ | ------ |
| 4.603 | 4.948 | 9.720 | 12.220 | 14.260 | 16.356 | 14.830 | 13.166 | 13.449 |

У етничком смислу основу популације чине Естонци са уделом од око 97,6%. Најбројнију мањинску заједницу чине Руси са око 1,2% популације.

## Међународна сарадња
Град Куресаре има потписане уговоре о партнерству и сарадњи са следећим гардовима:
- Шевде (Шведска)
- Рене (Данска)
- Маријехамн (Финска)
- Вамала (Финска)
- Тамисари (Финска)
- Турку (Финска)
- Талси (Летонија)
- Курне (Белгија)

## Знамените личности
- Ричард Мак (1825–1886), руски природњак и истраживач;
- Еуген Дикер (1841–1916), немачки сликар епохе романтизма
- Виктор Кингисеп (1888—1922), совјетски револуционар и оснивач Комунистичке партије Естоније;
- Волдемар Вели (1903–1997), спортиста (рвач грчко-римским стилому)
- Иво Лина (1949), естонски певач;